# Giovanni Maria Ruggieri
Giovanni Maria Ruggieri nebo Ruggeri (okolo 1665? Verona – cca 1720? Benátky) byl italský hudební skladatel.

## Život
O životě Giovanni Maria Ruggieriho je známo jen málo. Sám sebe označil za veronesana, ale podle jiných indicií mohla jeho rodina pocházet z Ancony. Většinu svých děl komponoval v Benátkách. Patrně neprošel žádným systematickým hudebním školením. V programu své první opery La Cleotide mluví o sobě jako o amatérovi. Z dokumentů uložených v archivu v Museo Correr v Benátkách vyplývá, že vlastnil několik nemovitostí a že byl ve službách šlechtické rodiny Contarini.
Jeho opery měly zřejmě slušný úspěch, neboť byly často reprizovány. Např. opera Armida abbandonata se v letech 1707–1715 hrála nejméně pětkrát. Opera Elisa (1711) byla kritikou pochválena a kromě toho to byla první opera buffa uvedená v Benátkách. Komponoval i chrámovou hudbu. Je známo, že Antonio Vivaldi si vypůjčil části z Ruggieriho Gloria in D pro dvě svá vlastní Gloria.

## Dílo

### Opery
- La Cleotide (dramma per musica, libreto Giovanni Battista Neri, 1696, Benátky)
- La Mariamme (dramma per musica, libreto Lorenzo Burlini, 1696, Benátky)
- La saggia pazzia di Giunio Bruto (dramma per musica, libreto Lotto Lotti, 1968, Benátky)
- Miliziade (dramma per musica, libreto Lotto Lotti, 1699, Benátky)
- Armida abbandonata (dramma per musica, libreto Francesco Silvani, 1707, Benátky)
- Arrenione (dramma per musica, libreto Francesco Silvani, 1708, Benátky)
- Arato in Sparta (dramma per musica, libreto Benedetto Marcello a Nicolò Minato, 1710, Benátky)
- Non son quella è la difesa (dramma per musica, libreto Giorgio Antonio Falier, 1710, Benátky)
- L'ingannator ingannato (dramma per musica, libreto Antonio Marchi, 1710, Benátky)
- Le gare di politica e d'amore (dramma per musica, libreto Antonio Salvi, 1711, Benátky)
- Elisa (opera buffa, libreto Domenico Lalli, 1711, Benátky)
- Arsinoe vendicata (dramma per musica, libreto Grazio Braccioli, 1712, Benátky)

### Chrámové skladby
- 12 kantát (1706)
- Laudate Dominum, motet
- Jesu dulcis memoria (Řím, 1689)

### Komorní skladby
- Bizzarie armoniche esposte in dieci suonate da camera a due op. 1(pro housle, loutnu nebo theorbu a violu nebo cembalo, 1689)
- Scherzi geniali ridotti a regola armonica in dieci suonate da camera a tre op. 2 (10 triových sonát, 1690, ztraceno)
- Suonate da chiesa a tre violini e tiorbo o violone con il suo Basso Continuo per l'organo op. 3 (10 triových sonát pro troje housle, theorbu nebo violu a basso continuo, 1693)
- Suonate da chiesa a tre violini e tiorbo o violone con il suo Basso Continuo per l'organo op. 4 (10 triových sonát pro stejné obsazení jako op.3, 1697)